# Noonamyia lyneborgi
Noonamyia lyneborgi är en tvåvingeart som beskrevs av Elisabeth K. Stuckenberg 1971. Noonamyia lyneborgi ingår i släktet Noonamyia och familjen lövflugor. Inga underarter finns listade i Catalogue of Life.